# OK

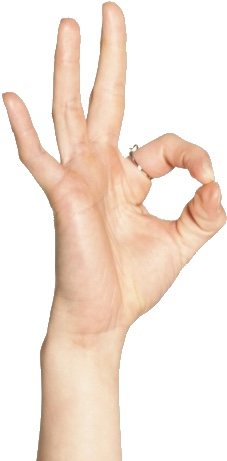
表示OK的手势

OK（又作、O.K.）是一個英語口語詞，但也常見於其他語言的口語。英語中意思是對、好、可以、行的意思。OK表示贊同、许可、同意，即英文中yes的含义，而不作为表达好坏程度的副词使用。

## 詞源探究
關於"OK"一詞的起源眾說紛紜，但僅有少數說法獲得語言學家的嚴肅討論。以下是幾種主流認可的詞源解釋。

### 波士頓縮寫風潮
目前主流詞典採納的詞源解釋源自艾倫·沃克·里德1963-1964年在《美國語言》期刊發表的六篇系列文章。里德透過追蹤美國報紙等文獻記載，還原了這個詞彙的傳播軌跡與語意演變。他指出在"OK"首次見諸報端時，美國正流行"滑稽拼寫"和首字母縮寫的風潮：
這股縮寫風潮始於1838年波士頓的夏天......人們使用諸如OFM（"our first men"）、NG（"no go"）、GT（"gone to Texas"）和SP（"small potatoes"）等表達。許多縮寫都是刻意誇張的錯拼，這是當時幽默作家的慣用手法。OK的前身之一就是OW（"oll wright"）。
據推測，這種語言風潮在見報前已在美國口語和非正式書面語中存在十餘年。"OK"最初以"all correct"（完全正確）的形式出現，後來衍生出"Oll Korrect"甚至"Ole Kurreck"等變體拼寫。
1840年大選期間，這個術語獲得全國性關注。民主黨支持者宣稱"OK"代表候選人馬丁·范布倫的綽號"Old Kinderhook"（源自其故鄉紐約州金德胡克）。相比范布倫的荷蘭姓氏，"Vote for OK"的口號更朗朗上口。作為反擊，輝格黨人將"OK"與范布倫的前任安德魯·傑克遜的拼寫錯誤聯繫起來，稱其源於"Oll Korrect"的誤拼。這場全國性政治宣傳成為"OK"發展史的關鍵節點，使其迅速風靡全美。
里德在1941年首次提出"Old Kinderhook"的詞源解釋，但當時證據尚不充分。儘管赫夫林1962年的文章等研究提出質疑，里德1963-1964年的系列論文最終使學界普遍接受了這一解釋。如今大多數詞典都採納此說，但里德本人始終保持開放態度：
有人認為波士頓報紙的記載可能並非最早。也有人相信這個詞源自美洲原住民語言。印第安語中確有"okeh"一詞表示肯定回答。里德先生對此類質疑保持冷靜，他曾寫道：「沒有什麼是絕對的，沒有什麼是永恆的。」

### 喬克托語源說
民謠歌手皮特·西格在《All Mixed Up》中唱到"OK"源自喬克托語，這一說法曾被1961年前的三大美國詞典（韋氏、新世紀、芬克-瓦格納爾斯）列為可能詞源。
最早的書面證據來自傳教士賽勒斯·拜因頓和阿爾弗雷德·懷特1825年的譯經工作。他們在聖經翻譯中頻繁使用表示"確實如此"的語助詞"okeh"，該拼寫被1913年版韋氏詞典收錄為變體。
拜因頓的《喬克托語詞典》證實了"okeh"語助詞的普遍性，其《喬克托語語法》將"-keh"描述為帶有區別性前綴"o-"的"肯定對立語助詞"。
後續的喬克托語拼寫教材不再強調單詞表形式，而是直接使用這個語助詞。它們既未將其列入詞彙表，也未直接討論，顯然認為無論對喬克托人還是非喬克托讀者而言，這個語助詞的使用都如此普遍且不言自明。
喬克托語作為當時美國東南部的主要貿易語言Mobilian Jargon的基礎，與非洲奴隸存在密切接觸。在新奧爾良戰役後的三十年間，喬克托族與美國政府進行了廣泛談判。

### 西非語源說
1784年北卡羅來納州奴隸的口述記錄中出現了'kay'的早期例證。該奴隸為逃避鞭刑，解釋自己在獨木舟睡著的原因時說：
Kay, massa, you just leave me, me sit here, great fish jump up into da canoe, here he be, massa, fine fish, massa; me den very grad; den me sit very still, until another great fish jump into de canoe; but me fall asleep...
學界有觀點認為該詞源自西非（曼德和/或班圖語系），可能追溯到沃洛夫和班圖語的waw-kay或曼德短語o ke。
戴維·達爾比在1969年漢斯·沃爾夫紀念講座中首次提出非洲起源說。約瑟夫·霍洛韋在1993年《美國英語中的非洲遺產》中進一步論證，指出多種西非語言存在表"確實如此"之意的近音話語標記。但弗雷德里克·卡西迪指出，尚無文獻證據表明這些非洲語詞與美國報界的用法存在因果關聯。
截至1981年，西非假說尚未被詞源學家普遍接受，但此後逐漸出現在語言學界的學術著作中。

### 其他詞源假說
諸多起源說被歸為民間詞源，僅基於"OK"與外語短語的表層相似性：
蘇格蘭及阿爾斯特蘇格蘭移民後裔對蘇格蘭短語och aye（"哦是的"）的訛變
借自希臘語短語（óla kalá），意為"一切安好"

## 早期印刷記錄
艾倫·沃克·里德確認"O.K."最早的印刷記錄見於1839年3月23日《波士頓晨郵報》。該報編輯查爾斯·戈登·格林在報導反鳴鐘協會活動時首次使用了帶有註釋的"OK"：
上文引自《普羅維登斯日報》，該報編輯此次反應過度。我們從未提及代表團"途經"普羅維登斯——我們只說弟兄們乘里士滿號前往紐約，正如週四郵報所述。若"慈善講座鐘聲委員會主席"返程經普羅維登斯，或許日報編輯及其隨從會準備好他的"捐款箱"等物，o.k.——all correct（完全正確）——屆時軟木塞會像火花般四濺。
里德列舉了後續出現的印刷例證。其中七例伴有"all correct"的變體註釋如"oll korrect"，但另有五例未加說明，暗示當時讀者應已熟知該詞，可能已在日常口語中流行。
關於更早使用的說法眾說紛紜。例如1859年田納西州歷史學家阿爾比根斯·沃爾多·普特南宣稱在1790年薩姆納縣法庭記錄中發現安德魯·傑克遜使用"O.K."的記載。印第安權益律師費利克斯·S·科恩支持傑克遜推廣喬克托語源說：
當安德魯·傑克遜推廣其喬克托鄰居在議事中表示同意的詞彙時，被他趕下台的貴族們總是抓住機會嘲笑邊遠地區的無知，指控他縮寫和誤拼了"All Correct"。但O.K.（或喬克托語okeh）並非"完全正確"之意，而是表示"我們已達成了可行的共識，無論離完美還有多遠"。
戴維·達爾比引用1941年文獻稱該詞可追溯至1815年。威廉·理查森在新奧爾良戰役後一個月從波士頓前往新奧爾良的日記中出現"we arrived ok"字樣。但弗雷德里克·卡西迪經考證指出：
經過多次追查，里德和我最終發現這本日記現存於原作者之孫——杜克大學古典學系L·理查森教授處。承蒙其惠允，我們仔細檢視了這份手稿，製作放大照片後確認（理查森教授也認同）無論這些標記是什麼，它們都不是OK。
H·L·門肯最初認為"手稿中確實存在'o.k.'字樣"，後改口稱該詞最早使用不早於1839年。門肯（追隨里德）認為日記內容是對作者修改筆跡的誤讀，實際是"a h[andsome]"的前兩個字母。
達爾比列舉的另一例證是1816年牙買加種植園主日記，記載黑人奴隸說"Oh ki, massa..."。卡西迪指出這是對原文的誤讀：
我查證的所有其他例證中，這個感嘆詞都單獨作"ki"（有一次拼作"kie"）。如本例所示，它表達驚訝、愉悅、滿意或溫和抗辯等情緒。這與形容詞OK的含義完全不同——OK在最早記載中表示"沒問題，好"，雖然後來衍生出其他含義，但即便作為感嘆詞也不表達驚訝或抗辯等情緒。

## 变体
OK常见的变体有：
- okay、kay或'kay
- k 或 kk（短信中常用）
- Okey、Okee或Okie
- Oke-doke、Okey-dokey、Okie-dokie或Okily-dokily（《辛普森一家》中常用）
- 'mkay、m'kay或mkay，（South Park《南方公园》中常用）
- A-ok、'ask
- oj
- Skay by PSC
- 歐虧

## 手勢

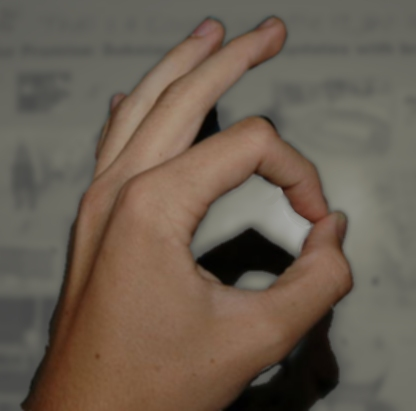
OK手勢

在美國和歐洲大部分地區，一種相關的手勢是將食指與拇指相觸（形成近似圓圈）並豎起其餘手指。目前尚不清楚此手勢是源自該詞彙，還是手勢先出現。該手勢於1840年在美國流行，作為支持當時總統候選人兼現任副總統馬丁·范布倫的象徵。這是因為范布倫的暱稱「老金德胡克」（Old Kinderhook，源自其家鄉紐約州金德胡克）的縮寫為O.K.。相同手勢在不同文化中有不同含義，有些具有冒犯性，有些則是宗教意涵。

## 電腦領域

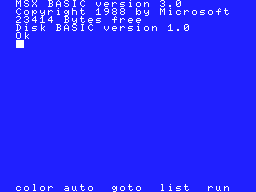
MSX BASIC中的用戶輸入命令提示符顯示為Ok

"OK"用於標記模態對話框中的按鈕，例如錯誤訊息或列印對話框，表示用戶可以按下該按鈕接受對話框內容並繼續。當對話框僅包含一個按鈕時，幾乎總是標記為"OK"。若有兩個按鈕，則通常標記為"OK"和"Cancel"。"OK"通常以大寫且不加標點形式呈現：OK，而非O.K.或Okay。OK按鈕的設計可能可追溯至Apple Lisa的用戶界面研究。
Forth程式語言在準備接受鍵盤輸入時會顯示ok。此提示用於Sun、Apple等搭載基於Forth的開放韌體(OpenBoot)的電腦。在不當情境出現ok成為某些幽默話題。
在構成全球資訊網基礎的超文本傳輸協定中，伺服器的成功回應定義為OK（代碼200，如RFC 2616所規範）。會話發起協議同樣定義了表示大多數請求成功的200 OK回應（RFC 3261）。
部分Linux發行版（包括基於Red Hat Linux的系統）會在螢幕上逐行顯示啟動進度，其中包含[ OK ]。

### Unicode編碼
多個Unicode字符與OK的視覺呈現相關：
- U+1F197 🆗 SQUARED OK
- U+1F44C 👌 OK HAND SIGN
- U+1F44D 👍 THUMBS UP SIGN
- U+1F592 🖒 REVERSED THUMBS UP SIGN
- U+1F646 🙆 FACE WITH OK GESTURE

## 外部連結
- Where did OKAY come from?（页面存档备份，存于）
- The Choctaw Expression Okeh and the Americanism Okay
- Ok. Let's continue.（页面存档备份，存于）
- Most Recognized Word on the Planet: OK or O.K. or Okay[永久]
- Origin of the Word OK（页面存档备份，存于）
- NPR: The Origin of OK (audio)（页面存档备份，存于）
- OK/OKAY- Exhibition at the Grey Art Gallery, Swiss Institute, New York University（页面存档备份，存于）
- FAQ: "OK"
- BBC: How 'OK' took over the world（页面存档备份，存于）. Retrieved 18 February 2011.